# Archiloco
Archiloco (in greco antico: Ἀρχίλοχος?, Archílochos; Paro, 680 a.C. circa – 645 a.C. circa) è stato un poeta greco antico , considerato il primo grande lirico greco e il giambografo più famoso.

## Biografia
Archiloco nacque alla fine dell'VIII secolo a.C. o nella prima metà del VII secolo a.C. (probabilmente intorno al 680 a.C.) nell'isola di Paro nelle Cicladi. Il padre era un nobile, Telesicle, mentre la madre, secondo una tradizione autoschediastica, era una schiava tracia di nome Enipò. Tale nome infatti è sicuramente fittizio, in quanto nato da un'assonanza con il sostantivo greco ἐνιπή, enipè (ingiuria), e dunque riconducibile alla sua attività di giambografo, così come l'origine servile nasce da una caratteristica diceria legata ai temi 'bassi' della sua produzione poetica.
Il nonno (o bisnonno), Tellis, alla fine dell'VIII secolo a.C. partecipò al trasferimento del culto di Demetra a Taso: per tale motivo Pausania, nel descrivere la Lesche degli Cnidi, a Delfi, ricorda che in essa Polignoto di Taso (V secolo a.C.) raffigurò anche lo stesso Tellis, posto accanto alla sacerdotessa Cleobea, fautrice dell'introduzione a Taso del culto di Demetra.

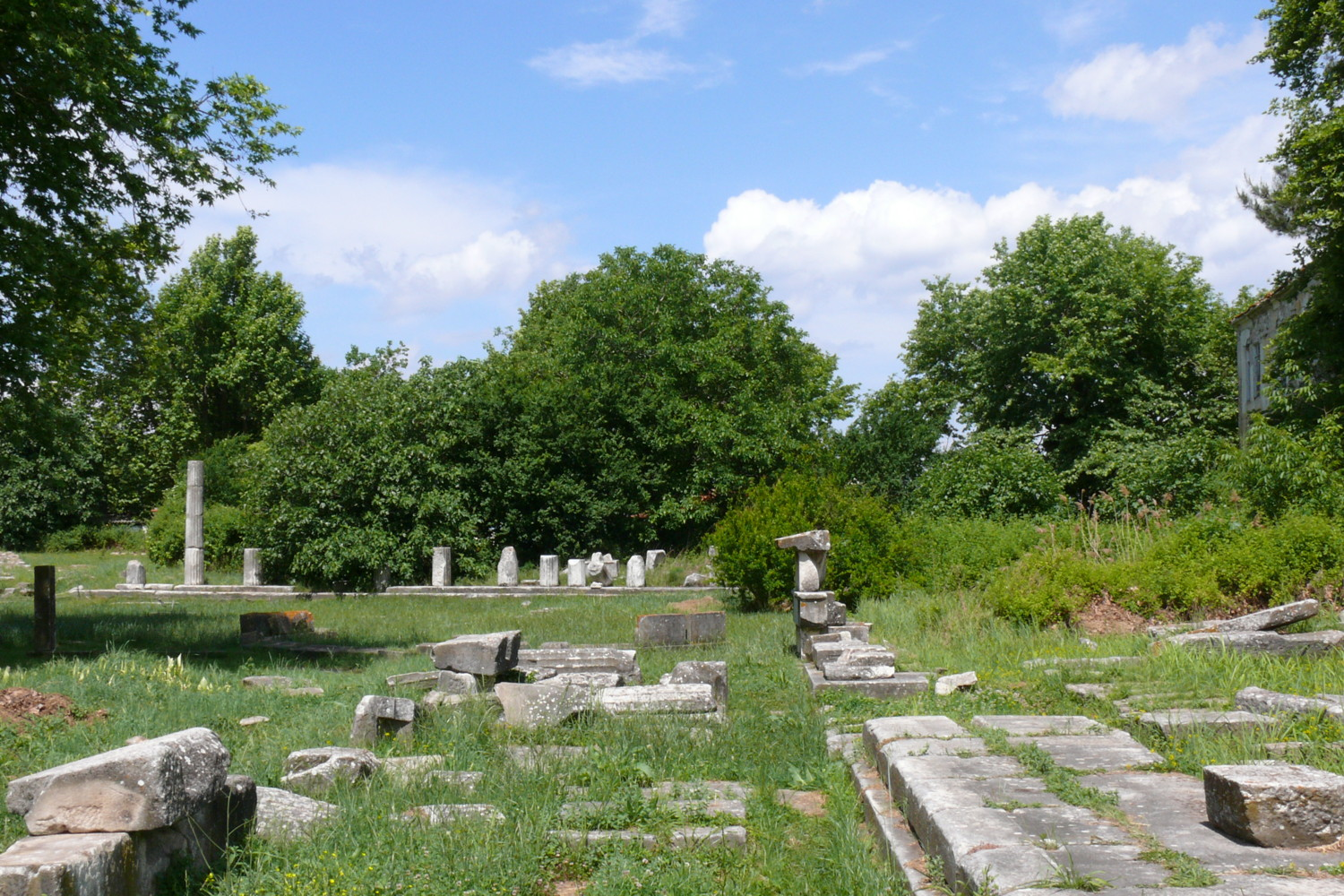
Agorà di Taso, colonia paria fondata dal padre di Archiloco

Archiloco visse probabilmente nel periodo che va dal 680 a.C. al 645 a.C. in quanto in un frammento viene menzionata un'eclissi di sole probabilmente avvenuta il 6 aprile 648 a.C., che sconvolse gli abitanti dell'Egeo e alla quale egli assistette mentre si trovava a Taso, una colonia di Paro. 
Ebbe vari fratelli e almeno una sorella, visto che in una sua famosa elegia si mostra rattristato per la perdita del cognato morto in mare in un naufragio.
Inoltre l'accenno alla distruzione di Magnesia al Meandro, avvenuta nel 652 a.C. e il sincronismo stabilito dagli storici antichi tra la sua attività poetica e il regno del lido Gige, lasciano pochi dubbi ai critici moderni.
In un altro componimento si lamenta della vita a Paro, invitando dei conoscenti a lasciarla, e sostiene che a trattenerlo nella vicina Nasso non basti né il dolce vino, né il suo vitto peschereccio. Giunse a Scarpanto e a Creta; verso Nord visitò l'Eubea, Lesbo, il Ponto. Si racconta che amò una fanciulla di Paro, di nome Neobule ("Oh, se potessi così toccar la mano di Neobule"), promessagli in sposa dal padre Licambe, che però poi negò il matrimonio. La tradizione vuole che nei propri versi avrebbe attaccato tanto pesantemente il padre della fanciulla da indurre lui e la figlia a impiccarsi. La storicità di tale episodio è assai dubbia, in quanto si tratta di un topos letterario assai ricorrente, presente anche in un altro poeta giambico, Ipponatte.
Come da lui stesso affermato in alcuni frammenti, si guadagnò da vivere facendo il soldato mercenarioː nella seconda metà del VII secolo a.C., infatti, durante il grande movimento di colonizzazione ellenica, i Pari colonizzarono a nord l'isola di Taso, ma dovettero sostenere lunghe lotte contro i barbari del continente e contro le colonie delle città rivali tra cui la vicina Nassoː Archiloco, figlio del fondatore della colonia tasia, combatté in tali guerre e ne cantò le vicende. La tradizione vuole che perse la vita in un combattimento contro Nasso, ucciso da un certo Calonda.

## Opere
(Fr. 109 W. - Trad. B. Gentili)
Archiloco scrisse molto ma della sua produzione si conservano soltanto frammenti per lo più brevi. Usò metri vari: le sue opere furono ordinate, a quanto consta, dai grammatici alessandrini secondo il metro utilizzato: quattro libri di elegie, giambi, tetrametri trocaici, asinarteti ed epodi. Il poeta viene ricordato soprattutto come padre del giambo, sebbene probabilmente tale verso è più antico dell'autore stesso ed egli ne fu soltanto il perfezionatore; fu comunque il primo a utilizzarlo in larga scala. Molti poeti successivi come Saffo, Alceo, Anacreonte e i latini Catullo e Orazio lo presero come modelloː i ritmi giambici e trocaici, in effetti, erano i più vicini alla lingua viva, a quella parlata nelle processioni e ad Archiloco si deve inoltre la creazione della prima strofa (epodo), che risulta dall'accoppiamento di un verso semplice o composto, con uno generalmente più breve.
I frammenti superstiti di Archiloco vengono convenzionalmente raggruppati secondo i temi: frammenti legati all'esperienza biografica, componimenti di carattere gnomico e riflessivo, versi caratterizzati dallo psògos e dall'invettiva, versi di stampo erotico. I destinatari principali della poesia archilochea erano, in effetti, vista la soggettività dei componimenti di Archiloco, gli ἑταῖροι (hetàiroi), i membri della sua consorteria aristocratica, suoi compagni d'armi, a cui si rivolgeva nel corso dei simposi.
Una parte di rilievo della lirica archilochea ebbe, però, anche carattere obiettivo e addirittura narrativo, con le leggende di Eracle, di Achille, di Euripilo e del pario Coiranos salvato da un delfino. Come linguaggio era inoltre considerato dagli antichi come il più vicino a Omero.
Come il mito è considerato la rappresentazione ideale della vita umana, allo stesso modo la favola ne è la rappresentazione quotidiana , trattata, a quanto è dato vedere dagli scarsi frammenti pervenuti, in modo sistematico da Archiloco, come nei casi della volpe e dell'aquila o della scimmia.

## Il mondo poetico e concettuale di Archiloco
(Guido Carotenuto)
Egli è il primo artista del mondo greco che, staccandosi decisamente dal passato, rinuncia consapevolmente ad essere poeta vate e si presenta nella sua totale individualità e nella sua nuda umanità. Archiloco nella sua poesia parla di sé, dei suoi sentimenti, delle sue vicende, e non esita a rivelare gli aspetti meno belli della sua vita e del suo carattere. Questa sincerità costituisce un documento importante del carattere e della novità della sua poesia.
Sulla base dei pochi frammenti rimasti dell'opera archilochea, la tradizione ha tracciato un profilo di Archiloco: individualista, litigioso, trasgressivo e anticonformista. Tipico di Archiloco, infatti, è l'uso della persona loquens, un personaggio terzo cui vengono attribuiti fatti personali, ideali o considerazioni del poeta. Ne abbiamo un esempio nel frammento riguardante l'uomo, che poi verrà identificato da Aristotele come il falegname Carone, che afferma di non provare alcun'ambizione o invidia delle ricchezze di Gige o delle imprese compiute dagli dei, né aspira ai grandi poteri della tirannide, poiché "queste cose sono ben lontane dagli occhi miei". Secondo Aristotele l'uso della persona loquens era usato dai poeti per esprimere un'opinione o un ideale che era in contrasto con quelli della società in cui vivevanoː tuttavia, va ricordato che il poeta, tra VII e VI secolo a.C., parlava spesso a nome della "comunità" o del gruppo a cui apparteneva e, quindi, gli ideali che egli o la "persona loquens" esprime sono condivisi da altri. Secondo molti però, tale interpretazione vizia in senso autobiografico i caratteri satirici della poesia giambica: in spregio della morale del tempo, Archiloco afferma di aver gettato lo scudo ed essere fuggito per salvarsi la vita, ripromettendosi di comprarne uno nuovo e, quindi, alla negazione dei topoi dell'ethos eroico, si affianca l'affermazione di una visione pragmatica tipica del lavoro mercenario, nel quale rifiuta anche la καλοκἀγαθία (kalokagathia), sintesi tradizionale di bellezza e virtù.
Fu, inoltre, il primo poeta della letteratura occidentale a rappresentare l'amore come tormentoː il violento erotismo della sua poesia, seppur meno oscenamente crudo che in quella ipponattea, insieme allo spregio dei valori tradizionali, gli valse aspri rimproveri da parte degli antichi. L'amore gli ispira le sensazioni più disparate, dalla tenerezza, alla bellezza, fino alla sensualità e agli sfoghi irati per gli amori delusi.
Al contrario, i componimenti elegiaci trattano motivi autobiografici ed evitano ogni oscenità; tuttavia, nell'accezione moderna di poesia archilochea, si tende ad assimilare componimenti giambici e componimenti elegiaci, per dare un'immagine più unitaria di Archiloco. In realtà, le invettive, in Archiloco, tendono innanzitutto a denunciare aspetti deformi della realtà a lui contemporanea, criticando o deridendo persone e fatti non per distruggere, ma anzi per costruire e affermare quei principi e quei valori che erano o avrebbero dovuto essere condivisi da tutti. Ed è proprio nei frammenti elegiaci che la denuncia si intreccia con la riflessione e l'esortazione: esempi eclatanti sono il Fr. 1 T., in cui Archiloco ci riferisce la sua doppia vocazione e "investitura"; il già citato Fr. 5 T., sullo scudo abbandonato; il Fr. 13 T., noto come "l'elegia del naufragio". Nelle invettive di Archiloco quelli che apparentemente sembrano attacchi o scherni sono in realtà schiette e risentite denunce dei molteplici aspetti negativi del mondo: il poeta, in questo modo, non va inteso come un individualista, maledetto e irridente personaggio, bensì come un convinto assertore di valori, come la modestia, la lealtà, l'amicizia, l'equilibrio, la misura, che erano ampiamente condivisi e non avevano nulla di eversivo.
La lingua di Archiloco è la lingua omerica, che però, viene sottoposta a un processo continuo di transcodificazione, spesso violentemente rappresentativo (carattere ironico anti-omerico). 
A tal proposito, oltre che per la novità della sua poesia, Nietzsche, ne La nascita della tragedia, scrive efficacemente di lui:
Come già rilevava Quintiliano, lo stile archilocheo era caratterizzato da brevità, efficacia espressiva ed espressione sanguigna, arricchita da una notevole ricchezza tropica (metafore, similitudini).
Archiloco fu un grande innovatore anche nel campo della musica: a lui secondo la tradizione si deve l'invenzione della parakataloghè, il recitativo musicale tipico della poesia giambica, dove la voce narrante cioè accompagnata da uno strumento a corda o a fiato, senza arrivare al canto spiegato vero e proprio. A tutt'oggi, però, non è ancora chiaro in cosa quest'ultimo si differenziasse dal recitativo dell'epica.
Archiloco ebbe molta fama; fu infatti modello ispiratore per molti poeti e artisti: su tutti, Anacreonte, Alceo, Saffo e Orazio; studiato nelle scuole, imitato, copiato e canzonato dai comici, discusso da filosofi e sofisti, citato per antonomasia da Platone, fu considerato da Quintiliano come notevolissimo esempio di stile.
Claudio Eliano, nella Ποικίλη ἰστορία (Varia Historia), riporta il seguente discorso di Crizia, uomo politico ateniese di fede aristocratica della fine del V secolo a.C.:
(Crizia, fr. 44 DK.)
Anche Pindaro, nella seconda Pitica, critica pesantemente il poeta di Paro, definito "amante del biasimo, che s'ingrassa con l'odio dalle gravi parole" ed Eraclito testimonia un'ostilità notevole nei confronti di Omero e Archiloco, affermando che "Omero è degno di esser frustato e cacciato via dalle gare e con lui Archiloco".

## Alcuni frammenti
- Lo scudo perduto (fr. 8 Tarditi)
- Elegia del naufragio (fr. 10 Tarditi)
- Apostrofe al cuore (fr. 105 Tarditi)
- Epodo di Colonia

## Edizioni
- Ioannes Tarditi, Archilochus, Romae, in aedibus Athenaei, 1968.
- Martin L. West, Iambi et elegi Graeci ante Alexandrum cantati, vol. I, Oxonii, 19892 (19711).
- Archiloco. Frammenti, traduzione e note di Nicoletta Russello, con un saggio di Bruno Gentili, Milano, BUR (Classici greci e latini), 20094 (19931).
- Anika Nicolosi, Archiloco. Elegie, Bologna, Pàtron Editore, 2013.
- Archiloco. Testimonianze e frammenti, traduzione e note di commento di Anika Nicolosi, Canterano (RM), Aracne Editrice, 2017.